# مارك شيران
مارك شيران (بالإنجليزية: Mark Sheeran)‏ هو لاعب كرة قدم بريطاني في مركز الهجوم، ولد في 9 سبتمبر 1982 في نيوكاسل أبون تاين في المملكة المتحدة. لعب مع نادي دارلنجتون.

## وصلات خارجية
- مارك شيران على موقع Soccerbase.com (لاعب) (الإنجليزية)